# マイケル・マグリンチィ
マイケル・ライアン・マグリンチィ（Michael Ryan McGlinchey, 1987年1月7日 - ）は、ニュージーランド・ウェリントン出身のプロサッカー選手。Aリーグ・セントラルコースト・マリナーズFC所属。ポジションは、ミッドフィールダー。ニュージーランド代表。姓はマグリンチェイ、マグリンキーの表記も。

## 経歴

### クラブ
ニュージーランド・ウェリントンで生まれ、9ヶ月の時に両親とスコットランドへ移り住んだ。5、6歳の頃にサッカーを始め、9歳でセルティックFCのアカデミーへ入団した。
2005年、トップチームへ昇格し、17歳でプロデビューした。2007-2008シーズンはダンファームリン・アスレティックFCへ期限付き移籍したが、足の付け根の怪我の影響で2008年1月にローン期間途中でセルティックへ復帰。
2009年夏、契約満了によりセルティックを退団し、オーストラリア・Aリーグのセントラルコースト・マリナーズFCへ完全移籍。同年8月6日、シーズン開幕のメルボルン・ビクトリーFC戦でプロ初ゴールを挙げた。2010年1月、FIFAワールドカップのメンバー入りへ向けてチャンスを広げるため、スコットランドへ戻りマザーウェルFCへ期限付き移籍。セントラルコーストへ復帰後はグラハム・アーノルド監督の下、中心選手として2011-12レギュラーシーズン、2012-13ファイナルシリーズのタイトル獲得に貢献した。
2014年より、アーノルドが監督に就任した日本のJリーグ・ベガルタ仙台へ期限付き移籍。同年6月、契約を解除して仙台を退団した。
同年9月、ウェリントン・フェニックスFCへ完全移籍で加入。
2018年6月、セントラルコースト・マリナーズFCに2年契約で復帰。

### 代表
2006年、U-19スコットランド代表としてUEFA U-19欧州選手権2006に出場。決勝でスペインに敗れたが、2007 FIFA U-20ワールドカップの出場権を獲得した。翌2007年も引き続きU-20スコットランド代表としてU-20W杯のメンバー入りを果たし、グループリーグ2試合に出場した。
2009年、フル代表ではニュージーランド代表としてプレーすることを選択し、同年9月9日のヨルダンとの親善試合でデビューした。2010 FIFAワールドカップのメンバー入りを果たすも、出場機会は訪れなかった。2012年のロンドンオリンピックでは、オーバーエイジとして出場した。

## 個人成績
| 国内大会個人成績 | 国内大会個人成績                | 国内大会個人成績                | 国内大会個人成績 | 国内大会個人成績 | 国内大会個人成績 | 国内大会個人成績 | 国内大会個人成績 | 国内大会個人成績 | 国内大会個人成績 | 国内大会個人成績 | 国内大会個人成績 |
| 年度             | クラブ                          | 背番号                          | リーグ           | リーグ戦         | リーグ戦         | リーグ杯         | リーグ杯         | オープン杯       | オープン杯       | 期間通算         | 期間通算         |
| 年度             | クラブ                          | 背番号                          | リーグ           | 出場             | 得点             | 出場             | 得点             | 出場             | 得点             | 出場             | 得点             |
| スコットランド   | スコットランド                  | スコットランド                  | スコットランド   | リーグ戦         | リーグ戦         | S・リーグ杯      | S・リーグ杯      | スコティッシュ杯 | スコティッシュ杯 | 期間通算         | 期間通算         |
| ---------------- | ------------------------------- | ------------------------------- | ---------------- | ---------------- | ---------------- | ---------------- | ---------------- | ---------------- | ---------------- | ---------------- | ---------------- |
| 2005-06          | セルティック                    | 42                              | プレミア         | 1                | 0                |                  |                  |                  |                  |                  |                  |
| 2006-07          | セルティック                    | 42                              | プレミア         | 0                | 0                |                  |                  |                  |                  |                  |                  |
| 2007-08          | ダンファームリン                |                                 | ファースト       | 8                | 0                |                  |                  |                  |                  |                  |                  |
| 2007-08          | セルティック                    | 42                              | プレミア         | 0                | 0                |                  |                  |                  |                  |                  |                  |
| 2008-09          | セルティック                    | 42                              | プレミア         | 0                | 0                |                  |                  |                  |                  |                  |                  |
| オーストラリア   | オーストラリア                  | オーストラリア                  | オーストラリア   | リーグ戦         | リーグ戦         | リーグ杯         | リーグ杯         | FFA杯            | FFA杯            | 期間通算         | 期間通算         |
| 2009-10          | セントラルコースト              | 14                              | Aリーグ          | 21               | 1                | -                | -                | -                | -                | 21               | 1                |
| スコットランド   | スコットランド                  | スコットランド                  | スコットランド   | リーグ戦         | リーグ戦         | S・リーグ杯      | S・リーグ杯      | スコティッシュ杯 | スコティッシュ杯 | 期間通算         | 期間通算         |
| 2009-10          | マザーウェル                    | 18                              | プレミア         | 8                | 0                |                  |                  |                  |                  |                  |                  |
| オーストラリア   | オーストラリア                  | オーストラリア                  | オーストラリア   | リーグ戦         | リーグ戦         | リーグ杯         | リーグ杯         | FFA杯            | FFA杯            | 期間通算         | 期間通算         |
| 2010-11          | セントラルコースト              | 14                              | Aリーグ          | 30               | 1                | -                | -                | -                | -                | 30               | 1                |
| 2011-12          | セントラルコースト              | 14                              | Aリーグ          | 27               | 1                | -                | -                | -                | -                | 27               | 1                |
| 2012-13          | セントラルコースト              | 14                              | Aリーグ          | 24               | 6                | -                | -                | -                | -                | 24               | 6                |
| 2013-14          | セントラルコースト              | 14                              | Aリーグ          | 9                | 2                | -                | -                | -                | -                | 9                | 2                |
| 日本             | 日本                            | 日本                            | 日本             | リーグ戦         | リーグ戦         | リーグ杯         | リーグ杯         | 天皇杯           | 天皇杯           | 期間通算         | 期間通算         |
| 2014             | 仙台                            | 8                               | J1               | 6                | 0                | 3                | 0                | -                | -                | 9                | 0                |
| ニュージーランド | ニュージーランド                | ニュージーランド                | ニュージーランド | リーグ戦         | リーグ戦         | リーグ杯         | リーグ杯         | オープン杯       | オープン杯       | 期間通算         | 期間通算         |
| 2014-15          | ウェリントン                    | 10                              | Aリーグ          | 25               | 5                | -                | -                | -                | -                | 25               | 5                |
| 2015-16          | ウェリントン                    | 10                              | Aリーグ          | 26               | 3                | -                | -                | -                | -                | 26               | 3                |
| 2016-17          | ウェリントン                    | 10                              | Aリーグ          | 13               | 3                | -                | -                | -                | -                | 13               | 3                |
| 通算             | スコットランド                  | スコットランド                  | プレミア         | 9                | 0                |                  |                  |                  |                  |                  |                  |
| 通算             | スコットランド                  | スコットランド                  | ファースト       | 8                | 0                |                  |                  |                  |                  |                  |                  |
| 通算             | オーストラリア/ニュージーランド | オーストラリア/ニュージーランド | Aリーグ          | 175              | 22               | -                | -                | -                | -                | 111              | 10               |
| 通算             | 日本                            | 日本                            | J1               | 6                | 0                | 3                | 0                | -                | -                | 9                | 0                |
| 総通算           | 総通算                          | 総通算                          | 総通算           | 198              | 22               |                  |                  |                  |                  |                  |                  |

その他の公式戦
- 2011年
  - Aリーグ ファイナルシリーズ 4試合0得点
- 2012年
  - Aリーグ ファイナルシリーズ 3試合0得点
- 2013年
  - Aリーグ ファイナルシリーズ 2試合0得点

| 国際大会個人成績 | 国際大会個人成績   | 国際大会個人成績 | 国際大会個人成績 | 国際大会個人成績 |
| 年度             | クラブ             | 背番号           | 出場             | 得点             |
| UEFA             | UEFA               | UEFA             | UEFA CL          | UEFA CL          |
| ---------------- | ------------------ | ---------------- | ---------------- | ---------------- |
| 2006-07          | セルティック       | 42               | 0                | 0                |
| 2007-08          | セルティック       | 42               | 0                | 0                |
| 2008-09          | セルティック       | 42               | 0                | 0                |
| AFC              | AFC                | AFC              | ACL              | ACL              |
| 2012             | セントラルコースト | 14               | 6                | 1                |
| 2013             | セントラルコースト | 14               | 7                | 1                |
| 通算             | UEFA               | UEFA             | 0                | 0                |
| 通算             | AFC                | AFC              | 13               | 2                |

- Jリーグ初出場 - 2014年3月1日 J1第1節 対アルビレックス新潟（ユアテックスタジアム仙台）

## 代表歴

### 出場大会
- U-19スコットランド代表
  - UEFA U-19欧州選手権2006
- U-20スコットランド代表
  - 2007 FIFA U-20ワールドカップ
- U-21スコットランド代表
- U-23ニュージーランド代表
  - ロンドンオリンピック
- ニュージーランド代表
  - 2010 FIFAワールドカップ・大陸間プレーオフ
  - 2010 FIFAワールドカップ
  - OFCネイションズカップ2012
  - 2014 FIFAワールドカップ・オセアニア予選
  - 2014 FIFAワールドカップ・大陸間プレーオフ
  - OFCネイションズカップ2016
  - FIFAコンフェデレーションズカップ2017

### 試合数
- 国際Aマッチ 54試合 5得点（2009年-2019年）[10]

| ニュージーランド代表 | 国際Aマッチ | 国際Aマッチ |
| 年                   | 出場        | 得点        |
| -------------------- | ----------- | ----------- |
| 2009                 | 3           | 0           |
| 2010                 | 4           | 0           |
| 2011                 | 3           | 1           |
| 2012                 | 11          | 2           |
| 2013                 | 4           | 0           |
| 2014                 | 5           | 0           |
| 2015                 | 3           | 0           |
| 2016                 | 7           | 1           |
| 2017                 | 11          | 1           |
| 2018                 | 1           | 0           |
| 2019                 | 2           | 0           |
| 通算                 | 54          | 5           |

### ゴール
| #  | 開催年月日     | 開催地                               | 対戦国       | 勝敗  | 試合概要                                |
| -- | -------------- | ------------------------------------ | ------------ | ----- | --------------------------------------- |
| 1. | 2011年3月26日  | 中国、武漢                           | 中国         | △ 1-1 | 親善試合                                |
| 2. | 2012年10月16日 | ニュージーランド、クライストチャーチ | タヒチ       | ○ 3-0 | 2014 FIFAワールドカップ・オセアニア予選 |
| 3. | 2012年10月16日 | ニュージーランド、クライストチャーチ | タヒチ       | ○ 3-0 | 2014 FIFAワールドカップ・オセアニア予選 |
| 4. | 2016年5月31日  | パプアニューギニア、ポートモレスビー | バヌアツ     | ○ 5-0 | OFCネイションズカップ2016               |
| 5. | 2017年9月1日   | ニュージーランド、オークランド       | ソロモン諸島 | ○ 6-1 | 2018 FIFAワールドカップ・オセアニア予選 |

## タイトル
セルティックFC
- スコティッシュ・プレミアリーグ：3回（2005-06、2006-07、2007-08）
- スコティッシュカップ：1回（2006-07）
- スコティッシュリーグカップ：2回（2005-06、2008-09）

セントラルコースト・マリナーズFC
- Aリーグレギュラーシーズン：1回（2011-12）
- Aリーグファイナルシリーズ (2012-13)

ニュージーランド代表
- OFCネイションズカップ：1回（2016）